# Anna Hylander
Anna Jenny Hylander, född 4 september 1973 i Malmö, är en svensk filmregissör, manusförfattare och filmproducent. Hon är dotter till konstnären Torsten Hylander.
Hylander gick videolinjen på Skurups folkhögskola och studerade sedan på Europeiska filmhögskolan i Danmark. År 2001 avlade hon examen vid Filmhögskolan vid Göteborgs universitet.

## Filmer (i urval)
- 1996 - Låt höra av dig minne (kortfilm)
- 1999 - Tidigare Gudrun (kortfilm)
- 2000 - Efter explosionen (kortfilm)
- 2002 - M+P=Osant (kortfilm)
- 2003 - Sista hoppet (kortfilm)
- 2005 – Ryppar (kortfilm)
- 2006 - Skjut mig (kortfilm)
- 2007 – Leende guldbruna ögon (TV-serie)
- 2008 - 'The Building (kortfilm)
- 2010-2012 - "Cirkuskiosken" och "The Game" för Utbildningsradion.
- 2016 – Ester Blenda – En dokumentär om Ester Blenda Nordström.
- 2019 – Stridsbergland – En dokumentär om Sara Stridsberg.